# Гося, Хидэо
Хидэо Гося (яп. 五社 英雄, (англ. Gosha Hideo, род. 26 февраля 1929, Токио, Япония — ум. 30 августа 1992) — японский режиссёр и сценарист, специализировался на жанровом кино.

## Биография
Хидэо Гося родился в префектуре Arasaka, в Токио. Он происходил из низших слоёв японского общества. Среди сверстников и друзей будущего режиссёра были карточные игроки, якудза, проститутки, гейши, уличные торговцы и музыканты. Отец — уличный разносчик и телохранитель, работавший в районе красных фонарей Yoshiwara. Он внушал сыну необходимость борьбы за существование. Впоследствии Гося утверждал, что не мог любить женщин, настолько его поглощала внушённая отцом идея мужественности.
Режиссёр окончил среднюю школу и служил в Императорском флоте во время Второй мировой войны. Проходил курсы военно-морских лётчиков и готовился стать камикадзе. Во время войны погибли все его многочисленные братья и сёстры, что стало для него тяжёлым ударом.
Получил бизнес-степень (факультет делового администрирования) в Университете Мэйдзи. Работал на радиостанции Nippon HOSO в качестве репортёра и продюсера с 1953 года. В 1957 году он перешёл на только что созданную студию Fuji Television и поднялся по служебной лестнице до продюсера и режиссёра. Один из его телевизионных сериалов «Три самурая вне закона» настолько поразил главу киностудии Shochiku, что ему предложили снять на его основе фильм.
Первый фильм режиссёра — киноверсия популярного и снятого самим Гося телесериала «Три самурая вне закона» (1964, сериал вышел в 1963 году). Герои — три ронина. Обстоятельства складываются так, что им приходится помочь крестьянам в борьбе против местной власти, ставя представления о чести выше самурайского кодекса. Формально, фильм — динамичный самурайский боевик. На уровне содержания — манифест анархиста. Победа героев ничего не меняет ни в их жизни, ни в положении крестьян. Поэтому вместо триумфа сил добра в финале — трое ещё более укрепившихся в своём цинизме странников.
Второй фильм Хидэо Гося — «Меч зверя», другое название — «Самураи-золотоискатели» (1965). Главный герой, самурай Гэнноскэ (его роль исполняет Микидзиро Хира) — сторонник политика-реформатора, но убеждается, что его подлинная цель — борьба за власть.
В 1966 году Гося снял фильм по мотивам романов Фубо Хаяси (созданных ещё в 20-е годы) «Тангэ Садзэн: загадка урны» («Одноглазый и однорукий самурай»). За ним последовали два фильма «Самурай-волк» (1966—1967) и в 1969 году фильм «Гоёкин». Разочарованный в самурайских идеалах герой (Тацуя Накадай), вынужден вступить в схватку со своим старым другом, для которого стремление к власти оправдывает любые преступления. Фильмы «Самурай-волк» открыли для кино актёра Исао Нацуяги, уже восемь лет он играл в театре «Хайюдза», исполнял маленькие роли в кино, но только сейчас привлёк себе внимание публики.
В фильме «Убийца» («Кара небес», 1969), инициатором которого и продюсером стал пытавшийся избавиться от назойливого образа Дзатоити актёр Синтаро Кацу, он играет роль реального наёмного убийцы XIX века Идзо Окады. Герой совершает заказные убийства, становится жертвой предательства и мстит ценой своей жизни. Фильм отличается мрачностью и цинизмом. В эпизоде (маленькая роль наёмника Танаку) сыграл писатель Юкио Мисима. Некоторые искусствоведы воспринимают эту роль как пророческую — герой, как и сыгравший его писатель совершает харакири.
В конце 60-х-начале 70-х годов режиссёр увлёкся жанром якудза эйга. Подобные фильмы (в виде исключения) он снимал и раньше, примером этого является фильм «Телефонный звонок в ад» (1966; герой фильма, случайно сбивший двух людей на автомобиле, выходит из тюрьмы, сокамерник предлагает ему убрать троих людей за 15 миллионов иен). В фильме «Волки» (1971) Гося детально и достоверно воссоздаёт атмосферу 20-х годов.В фильме одну из ролей сыграл Нобору Андо, в прошлом — настоящий якудза. Другой примечательный фильм этого жанра — «Жестокая улица» (1974). По словам кинокритика Пэтрика Мейшеса: 

«Эксцентричные таланты режиссёра налицо в этом проекте… Гося постоянно использует элементы сюрреализма. Странные декорации вроде заваленной манекенами свалки или испанское кабаре героя Андо добавляют безумия этому зрелищу».
В 1978 году Гося вернулся к самурайскому кино, однако разочаровал своих почитателей. Следствием этого стала попытка снять «серьёзное» кино «Врата плоти» (1988 год), но и она не увенчалась успехом. Героинями фильма стали проститутки, реализм перерастал в натурализм, избыток насилия. Фильм был критически воспринят киноведами, но принёс неплохую кассу. Среди ярких фильмов Госи 80-х: «Гейша» (1983), театрализованная «женская» самурайская лента «Тени смерти» (1986). «Жёны якудза» — криминальный фильм о сильных женщинах. В основе фильма документальная книга Сёко Иэды «Жёны якудза». Успех фильма был так велик, что студия Toei выпустила несколько фильмов-продолжений. Гося от работы над проектом вскоре отошёл.
Умер режиссёр в 1992 году.

## Особенности творчества
В своих ранних фильмах Хидэо Гося превратил развлекательный жанр в художественно значимое явление, насытил его реализмом, иронией, чёрным юмором и пессимизмом, взвинтил темп и наполнил сюжет неоднозначными персонажами. Гося экспериментировал с ритмом фильма, часто искусственно замедлял его перед сценами поединка на мечах, придавая картине ощущение некоторой нереальности, наделяя эпизод иллюзией сна. Изощрённый монтаж добавляет фильмам дополнительную эффектность. Иногда в наиболее важных эпизодах кажется стёртой граница между реальными событиями и сном героя. В последних своих фильмах режиссёр отказался от экспериментов и создавал обычные добротные боевики. Творчество Гося повлияло на формирование Такаси Миикэ и Ёсиаки Кавадзири.

## Награды
- В 1984 году он был награждён Japan Academy Prize for Director of the Year за фильм «Гейша». Фильм был удостоен и других наград Японской киноакадемии.
- В 1993 году (посмертно) получил Lifetime Achievement Award от Японской киноакадемии.

## Фильмография
- Убийство в масляном аду (1992) Onna goroshi abura no jigoku
- Кагеро (1991) Kagerô
- 226 (1989)
- Nikutai no mon (1988)
- Токийский бордель (1987) Yoshiwara enjo
- Жёны якудза (1986) Gokudô no onna-tachi
- Смертельные тени (1986) Jittemai
- Преследуемый (1985) Usugeshô
- Грести (1984) Kai
- Северные светлячки (1984) Kita no hotaru
- Гейша (1983) Yôkirô
- Жизнь Ханако Кирюин (1982) Kiryûin Hanako no shôgai
- Ночной охотник (1979) Yami no karyudo
- Бандиты против самураев (1978) Kumokiri Nizaemon
- Бандитский квартал (1974) Bôryoku gai
- Волки (1971) Shussho Iwai
- Убийца (1969) Hitokiri
- Золото сёгуна (1969) Goyôkin
- Самурай — волк 2 (1967) Kiba Ôkaminosuke: jigoku giri
- Самурай — волк (1966) Kiba Ôkaminosuke
- Тангэ Садзэн: Тайна урны (1966) Tange Sazen: Hien iaigiri
- Телефонный звонок в ад (1966) Gohiki no shinshi
- Самураи-золотоискатели (1965) Kedamono no ken
- Три самурая вне закона (1964) Sanbiki no samurai